# Jost Halfmann

Grabstätte Prof. Dr. Jost Halfmann in Dresden

Jost Halfmann (* 19. März 1947 in Krefeld; † 25. Dezember 2022 in Dresden) war ein deutscher Soziologe. Von 1993 bis 2016 war er Professor an der Technischen Universität Dresden.

## Leben
Nach einem Studium der Soziologie und Philosophie an der Johann Wolfgang Goethe-Universität Frankfurt am Main war Halfmann zwischen 1975 und 1982 wissenschaftlicher Assistent für Soziologie und promovierte 1976.
Nach seiner Habilitation 1981 wurde er 1982 Professor für Soziologie am Fachbereich Sozialwissenschaften der Universität Osnabrück. Diesen Posten hatte er bis 1993 inne, ehe er im November 1993 Professor für Soziologie (Professur für Techniksoziologie) an der TU Dresden wurde. Diese Professur hatte er bis zum Wintersemester 2015/16 inne. Halfmann war Gastprofessor an der Technischen Universität Wien im Wintersemester 1994/95 sowie Gastprofessor im Frühjahrssemester 2000 und Herbstsemester 2004 an der University of California in Berkeley.

## Werke
Monografien
- mit Tillmann Rexroth: Marxismus als Erkenntniskritik. Sohn-Rethels Revision der Werttheorie und die produktiven Folgen eines Mißverständnisses, München: Hanser Verlag, 1976, ISBN 3-446-12187-0.
- Innenansichten der Wissenschaft, Frankfurt/Main: Campus-Verlag, 1980, ISBN 3-593-32673-6.
- Die Entstehung der Mikroelektronik. Zur Produktion technischen Fortschritts, Frankfurt/Main: Campus Verlag, 1984, ISBN 3-593-33415-1.
- Makrosoziologie der modernen Gesellschaft. Eine Einführung in die soziologische Beschreibung makrosozialer Phänomene, Reihe „Grundlagentexte Soziologie“, Weinheim/München: Juventa, 1996, ISBN 3-7799-0393-8.
- Die gesellschaftliche „Natur“ der Technik. Eine Einführung in die soziologische Theorie der Technik, Opladen: Leske & Budrich, 1996, ISBN 3-8100-1550-4.

Herausgeberschaften
- mit K.P. Japp: Riskante Entscheidungen und Katastrophenpotentiale. Elemente einer soziologischen Risikoforschung, Opladen: Westdeutscher Verlag, 1990, ISBN 3-531-12216-9.
- mit Gotthard Bechmann, Werner Rammert: Theoriebausteine der Techniksoziologie, Jahrbuch 8 von „Technik und Gesellschaft“, Frankfurt/Main: Campus, 1995, ISBN 3-593-35296-6.
- mit Michael Bommes: Migration in nationalen Wohlfahrtsstaaten. Theoretische und vergleichende Studien, Schriftenreihe des Instituts für Migrationsforschung und Interkulturelle Studien, Bd. 6, Osnabrück: Universitätsverlag Rasch, 1998, ISBN 3-8100-1820-1.
- Technische Zivilisation. Zur Aktualität der Technikreflexion in der gesellschaftlichen Selbstbeschreibung, Opladen: Leske & Budrich, 1998.
- mit Christoph Engel, Martin Schulte: Wissen, Nichtwissen, unsicheres Wissen. Disziplinäre und interdisziplinäre Annäherungen, Baden-Baden: Nomos, 2002.
- mit Falk Schützenmeister: Organisationen der Forschung, Wiesbaden: VS Verlag, 2009, ISBN 978-3-531-15789-4.
- mit Falk Schützenmeister, Verena Poloni, Jobst Conrad: Wissenschaftsdynamik: disziplinäre Entwicklung am Beispiel der Ozonforschung, Münster: Verlagshaus Vannerdat & Monsenstein, 2009, ISBN 978-3-86582-584-1.
- mit Melanie Morisse-Schilbach: Wissen, Wissenschaft und Global Commons, Baden-Baden: Nomos, 2012, ISBN 978-3-8329-4734-7.